# Madagaskarstruikzanger
De madagaskarstruikzanger (Bradypterus brunneus; synoniem: Dromaeocercus brunneus) is een zangvogel uit de familie Locustellidae.

## Verspreiding en leefgebied
Deze soort is endemisch in de bergen van oostelijk Madagaskar.

## Status
De grootte van de populatie is niet gekwantificeerd maar de soort wordt omschreven als algemeen tot zeer algemeen. Op de Rode lijst van de IUCN heeft deze soort de status niet bedreigd.